# Záluží (Litvínov)
Záluží (deutsch Maltheuern) ist ein Ortsteil von Litvínov in Tschechien.  Das Dorf wurde zwischen 1974 und 1975 devastiert. An seiner Stelle befinden sich die Produktionsanlagen der Unternehmen Unipetrol RPA, s.r.o. und Česká rafinérská, a.s.

## Geographie
Záluží liegt sechs Kilometer nordwestlich von Most. Das Dorf erstreckte sich entlang des Baches Zálužský potok (Launitzbach) am Rande der Seewiese im Nordböhmischen Becken.
Nachbarorte waren Horní Ves, Chudeřín und Horní Litvínov im Norden, Dolní Litvínov im Nordosten, Lipětín und Růžodol im Osten, Pláň, Kopisty und Most im Südosten, Souš im Süden, Třebušice, Komořany und Dolní Jiřetín im Südwesten, Čtrnáct Dvorců und Horní Jiřetín im Westen sowie Janov und Hamr im Nordwesten.

## Geschichte

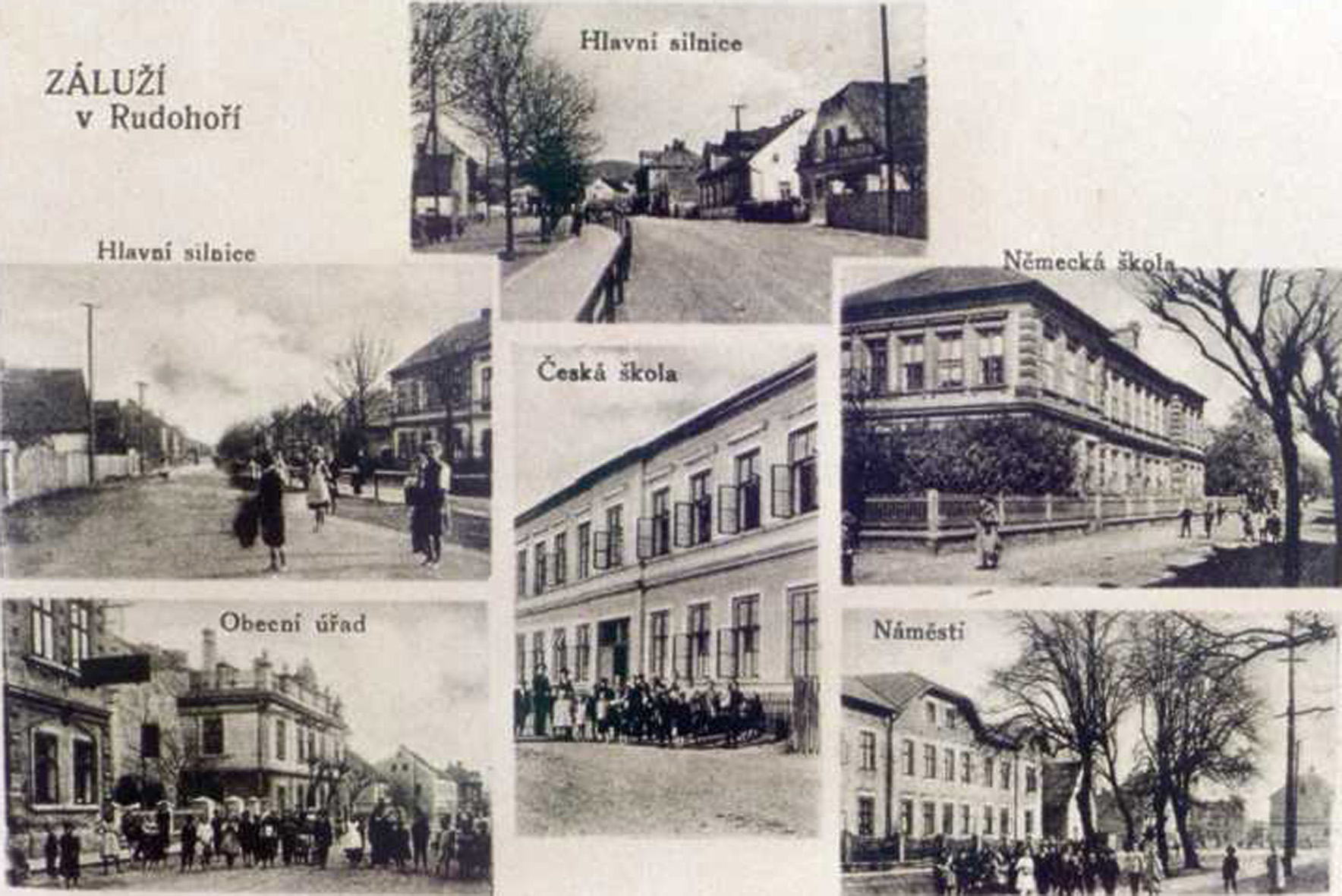
Ortsansichten von Záluží v Rudohoří / Maltheuern (um 1920)

Erste Nachweise einer Besiedlung der Gegend am Ufer des Kommerner Sees (Komořanské jezero) stammen aus der Steinzeit. Die ältesten Funde sind Quarzitsteinkeile aus der Altsteinzeit, außerdem wurden drei jungsteinzeitliche Steinbeile aufgefunden.
Das Dorf wurde wahrscheinlich in der Mitte des 13. Jahrhunderts im Zuge der Kolonisation des Sumpflandes der Seewiese durch die Herren von Hrabischitz gegründet. Der Ortsname ist vermutlich niederdeutschen Ursprungs. Die erste schriftliche Erwähnung von Meltner erfolgte im Jahre 1333, als Boresch IV. von Riesenburg und seine Söhne die Burgherrschaft Kostomlaty (Kostenblatt) einschließlich des zugehörigen Anteils des Dorfes an Chotěbor von Hirschstein verkauften. Der andere Anteil mit einer Feste und einem Meierhof war ein Riesenburger Lehn. Wegen Überschuldung mussten die Brüder Borso d. Ä. und Borso d. J. von Riesenburg 1398 die Herrschaft Riesenburg an den Markgrafen Wilhelm I. von Meißen verkaufen. Zu den Besitzern des nunmehr meißnischen Lehngutes gehörten u. a. von 1393 bis 1394 Ramfolt von Bontensee, ab 1419 Hans von Polenz (Hanuš z Polenska) und ab 1454 Hans Gerhengros. Nachdem die Herrschaft Riesenburg durch den Vertrag von Eger 1459 wieder Teil des Königreiches Böhmen geworden war, schlug König Georg von Podiebrad das Lehn der königlichen Burg Hněvín zu. 1512 gelangte auch der Kostenblatter Anteil von Maltheuer unter die Brüxer Burg, damit war die Teilung des Dorfes beendet. Im Jahre 1535 verkaufte König Ferdinand I. das Gut an Georg von Hartitzsch (Jiří Hartič z Hartiče). 1576 erwarben die Herren von Hartitzsch noch das Gut Kolosoruk und verbanden beide Güter. Rudolf II. entließ das Gut 1613 aus dem Lehnsverhältnis zur Brüxer Burg. Nach der Schlacht am Weißen Berg wurde das nunmehrige Allodialgut Maltheuer im Jahre 1623 aus dem Besitz der Familie von Hartitzsch konfisziert. Anschließend wechselten die Besitzer des Gutes in rascher Folge. Zu Beginn des 17. Jahrhunderts bestand Maltheuer aus 10 Bauern und 14 Chalupnern. Während des Dreißigjährigen Krieges verödete das Dorf. In der berní rula von 1654 sind für Maltheuer eine Brauerei und eine Schänke ausgewiesen, 16 Chaluppen lagen wüst. Nach dem Tode des Besitzers Johann Jacob Bruneau schenkten seine Schwestern die Güter Jahnsdorf und Maltheuer ihrer Mutter Ludmilla, die in zweiter Ehe mit Martin Jaroslav Ritter Michna von Waitzenau verheiratet war. Ihr Enkel Johann Michna von Waitzenau verkaufte das Gut Maltheuer an Johann Anton Tluksa von Wraby und behielt nur Jahnsdorf. Im Jahre 1715 verkaufte dieser das Gut Maltheuer an Johann Josef von Waldstein, der es seiner Familienfideikommissherrschaft Dux mit Ober-Leitensdorf zuschlug. Zu dieser Zeit bestand das Dorf aus 34 bäuerlichen Anwesen sowie einem Schmied, einem Böttcher, einem Tischler, einem Wagner und einem Müller. Von den Einheimischen wurde das Dorf Malther genannt, die Tschechen bezeichneten es als Malta.
Im Jahre 1844 bestand Maltheuer aus 66 Häusern mit 374 deutschsprachigen Einwohnern. Das mit der Herrschaft Dux verbundene gräfliche Waldsteinische Allodialgut umfasste eine Nutzfläche von 766 Joch 1166 Quadratklafter. Im Ort gab es einen obrigkeitlichen Meierhof, eine Schäferei und eine Mahlmühle. Pfarrort war Tschausch. Bis zur Mitte des 19. Jahrhunderts blieb Maltheuer der Herrschaft Dux untertänig.
Nach der Aufhebung der Patrimonialherrschaften bildete Maltheyr ab 1850 einen Ortsteil der Gemeinde Nieder-Leutensdorf im Leitmeritzer Kreis und Gerichtsbezirk Brüx. Im Dorf lebten 415 Personen. Im Jahre 1862 löste sich Maltheyr von Nieder-Leutensdorf und bildete eine eigene Gemeinde. Ab 1868 gehörte das Dorf zum Bezirk Brüx. Im Zuge der rasanten Industrialisierung des Nordböhmischen Beckens und den verstärkten Braunkohlenbergbau verlor Maltheyr in der zweiten Hälfte des 19. Jahrhunderts seinen rein landwirtschaftlichen Charakter und wuchs rasch an; ein Großteil der zugezogenen Arbeiter waren Tschechen. 1870 wurde eine Glasfabrik errichtet. Im Jahre 1880 nahm die Braunkohlentiefbauzeche Viktoria den Betrieb auf, 1891 entstand die Zeche Radetzky und im Jahre 1905 die Zeche Neuschacht, die zwei Jahre später unter dem Namen Zeche Tegetthoff betrieben wurde. Nach dem Zusammenbruch der k.u.k. Monarchie und der Gründung der Tschechoslowakei wurden 1919 die Zeche Radetzky in Zeche Kolumbus und die Zeche Tegetthoff in Zeche Herkules umbenannt. Der tschechische Name Záluží wird seit 1924 als amtlicher Ortsname verwendet. 1930 lebten in den 267 Häusern des Dorfes 3867 Personen, darunter waren 2984 Tschechen und 840 Deutsche. In Folge des Münchner Abkommens wurde die Gemeinde 1938 dem Deutschen Reich zugeschlagen und gehörte bis 1945 zum Landkreis Brüx. 1939 lebten in dem Dorf 3021 Menschen. Am 1. April 1941 wurde Maltheuern nach Ober Leutensdorf eingemeindet.

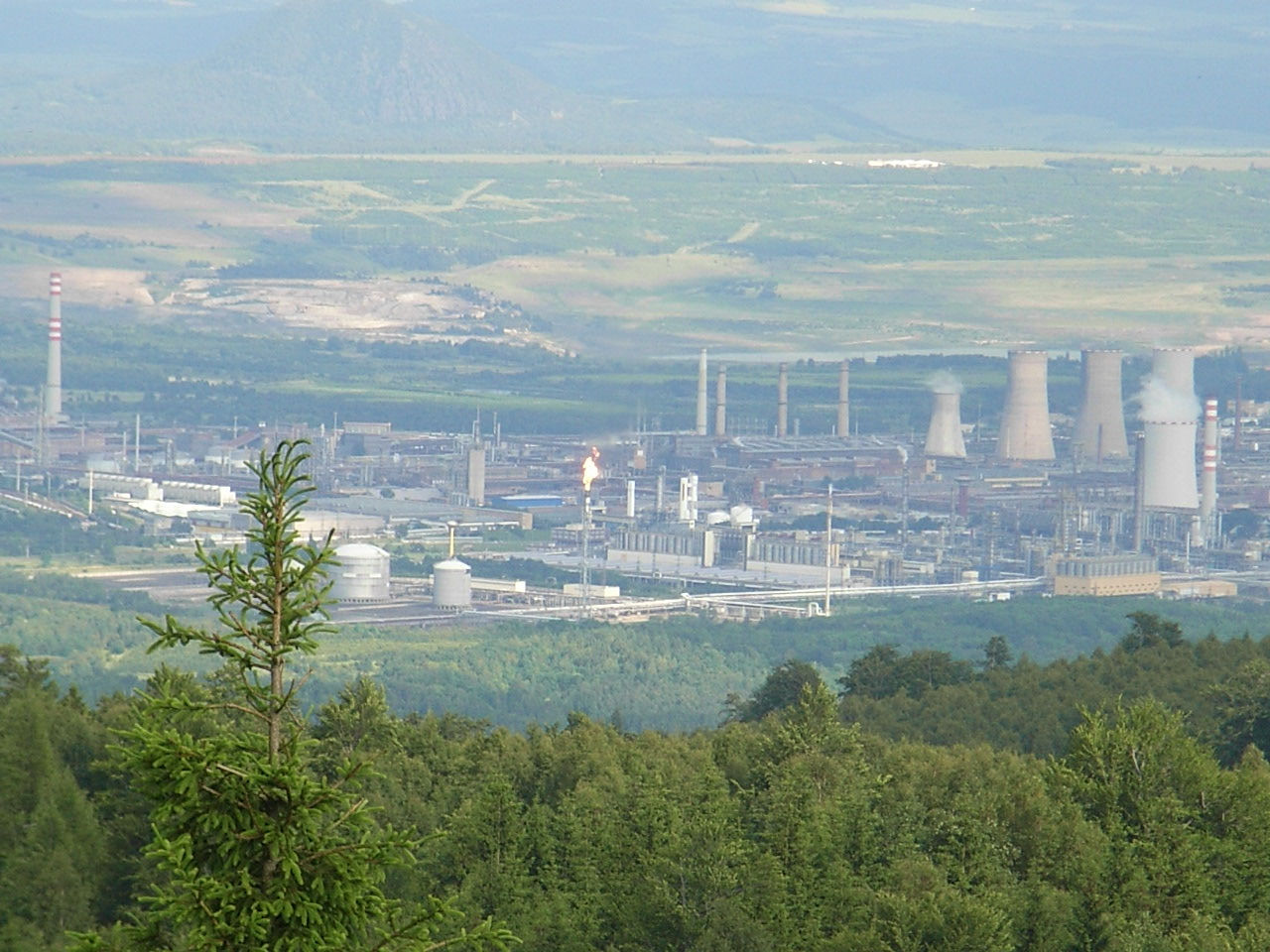
Blick von der Jeřabina auf die Industrieanlagen von Záluží

Im Jahre 1939 begannen die Reichswerke Hermann Göring auf den Fluren von Maltheuern, Rosenthal und Kopitz mit der Errichtung des Hydrierwerkes Maltheuern, den feierlichen Ersten Spatenstich nahm der Gauleiter Konrad Henlein am 5. Mai 1939 vor. Mitte 1939 wurde als Betreibergesellschaft die Sudetenländische Treibstoffwerke AG (Sutag) mit Sitz in Brüx gegründet. Zur Beschaffung von Arbeitskräften wurden im Raum Brüx bis zu 70 Gefangenenlager, Arbeitslager, Gemeinschaftslager, Arbeitserziehungslager, Zwangsarbeitslager, Strafgefangenenlager und Sonderlager eingerichtet, die unter der Verwaltung der Sutag standen. Dazu gehörte u. a. das Gestapo-Arbeitserziehungslager Oberleutensdorf-Maltheuern, das vom 18. Juli 1941 bis 15. März 1945 bestand; die Zwangsarbeiter waren in Niederleutensdorf untergebracht. Außerdem wurde ein Kriegsgefangenenlager angelegt. Von den 12.500 Beschäftigten der Sutag im Jahre 1940 waren 38 % Deutsche, 36 % französische Kriegsgefangene, 23 % Tschechen und 3 % Ausländer. Im September 1943 waren bei der Sutag 13.300 Personen beschäftigt, darunter 4000 männliche Ausländer, 380 weibliche Ausländer und 2500 Kriegsgefangene. Zwischen dem 1. September und 7. Oktober 1944 wurde zudem in Seestadtl das kurzzeitige Außenlager Brüx des KZ Flossenbürg eingerichtet, in das 1000 Häftlinge aus dem KZ Sachsenhausen überführt wurden. Kommandoführer soll der SS-Hauptscharführer Gustav Göttlich gewesen sein. Etwa 490 der Häftlinge wurden von der Mineralölbaugesellschaft als Hilfsarbeiter angefordert. Ob diese in Maltheuern oder beim Projekt Richard II zum Einsatz kamen, ist nicht bekannt. Die Benzinproduktion ging im Dezember 1942 in Betrieb, im Januar 1943 folgte die Dieselproduktion. Zum Ende des Zweiten Weltkrieges wurde das Hydrierwerk der Sutag in den Jahren 1944 und 1945 zu einem der Luftangriffsziele der Alliierten. In der Luftschlacht über dem Erzgebirge wurde am 11. September 1944 über Schmiedeberg ein Angriff der 100. Bombergruppe der Eighth Air Force der United States Army Air Forces auf das Synthesewerk Schwarzheide und das Hydrierwerk Maltheuern abgewehrt. Beim Bombenangriff vom 23. September 1944 wurde das Unterdorf von Maltheuern gänzlich zerstört. Am 16. Januar 1945 wurde das Werk bei einem Nachtangriff britischer Bomber zu 70 % zerstört. Eine Wiederaufnahme der Produktion wurde durch drei weitere Bombardements verhindert.
Nach dem Ende des Zweiten Weltkrieges kam Záluží zur Tschechoslowakei zurück und die Eingemeindung nach Horní Litvínov wurde aufgehoben. Das Kriegsgefangenenlager wurde als Internierungs- und Zwangsarbeitslager Nr. 28 für Sudetendeutsche umgenutzt, die zum Wiederaufbau des zunächst unter dem Namen Československá továrna na motorová paliva a.s. firmierenden Hydrierwerkes eingesetzt wurden. In dem Zwangsarbeitslager endete auch der Marsch der aus Komotau vertriebenen deutschen Männer, denen die Rote Armee am 9. Juni 1945 zwischen Nová Ves v Horách und Deutschneudorf den Grenzübertritt verweigert hatte. Am 3. Juni 1945 war das Werk wieder soweit aufgebaut, dass die Herstellung des ersten synthetischen Benzins der Tschechoslowakei gefeiert werden konnte. Im Herbst 1945 wurde Jindřich Šnobl zum Direktor des Hydrierwerkes berufen, er wechselte nach dem Februarumsturz von 1948 nach Prag auf den Posten des Direktors der ČKD-Stalingrad. Seit Anfang 1946 trug das Hydrierwerk den Namen Stalinovy závody, n. p. Záluží. Ab 1962 firmierte die Chemiefabrik als Chemické závody Československo-sovětského přátelství - CHZ ČSSP.
Ab 1948 gehörte die Gemeinde zum neuerrichteten Okres Litvínov. Die Grube Herkules wurde 1951 in důl Vítězný únor (Grube Siegreicher Februar) umbenannt. Im Zuge einer Erweiterung des Werkes wurde zwischen 1956 und 1960 ein kleinerer Teil von Záluží geräumt und devastiert. Mit der Aufhebung des Okres Litvínov kam Záluží 1961 wieder zum Okres Most zurück. Ende 1971 lebten noch 434, Ende 1972 362 und letztlich Ende 1973 nur noch 331 Menschen im Ort.
Am 19. Juli 1974 explodierte in der Chemiefabrik durch ein Leck in einer Rohrleitung für hochexplosives Gas die Spiritusproduktionsanlage. Durch die Wucht der Detonation, die auf 20–30 t TNT geschätzt wurde, wurde ein Teil der Chemiefabrik dem Erdboden gleichgemacht. In einem Umkreis von bis zu acht Kilometern wurden 313 Gebäude, darunter 220 Einfamilienhäuser beschädigt. Es entstand ein Feuerball, der eine Fläche von 36.000 m² erfasste. Nach vier Tagen gelang es den etwa 200 Feuerwehrleuten, den Brand zu löschen. Es handelte sich um den größten Chemieunfall in der Geschichte der Tschechoslowakei, 17 Personen starben und 124 wurden verletzt.
Danach wurde Záluží für eine Vergrößerung der Werksanlagen abgesiedelt und zum 1. Dezember 1974 als Litvínov IX nach Litvínov eingemeindet. Der Abriss des Dorfes wurde 1975 abgeschlossen.
Am 13. August 2015 kam es auf dem Werksgelände von Unipetrol RPA zu einem Großbrand. Gegen 08:28 Uhr explodierte nach dem Ausfall des Propylenkühlkreislaufes eine Ethyleneinheit, dadurch wurden auch Lagerbestände chemischer Stoffe in Brand gesetzt.

## Entwicklung der Einwohnerzahl
| Jahr | Einwohnerzahl |
| ---- | ------------- |
| 1869 | 435           |
| 1880 | 646           |
| 1890 | 1487          |
| 1900 | 3093          |
| 1910 | 4051          |

| Jahr | Einwohnerzahl |
| ---- | ------------- |
| 1921 | 3754          |
| 1930 | 3867          |
| 1950 | 3258          |
| 1961 | 1416          |
| 1970 | 805           |

| Jahr | Einwohnerzahl |
| ---- | ------------- |
| 1980 | 0             |
| 1991 | 0             |
| 2001 | 0             |
| 2011 | 1             |

## Denkmäler
Einziges Denkmal war ein gußeisernes Kreuz aus dem Jahre 1793, das mit dem Dorf vernichtet wurde.

## Söhne und Töchter des Ortes
- Jindřich Šnobl (1903–1971), tschechoslowakischer Politiker und Funktionär
- Gernot Neugebauer (* 1940), deutscher Physiker